# 임실현읍총병풍
임실현읍총병풍은 대한민국 전북특별자치도 임실군 신평면에 있다. 2016년 10월 17일 임실군의 향토문화유산(유형) 제1호로 지정되었다.

## 개요
1872년에 작성된 것으로 임실현감이 교대할 때 임실현의 사정에 대해서 구체적으로 적고 있는 읍총을 병풍으로 제작한 것이다. 크기는 6m×1.8m이며, 전체 12폭 병풍으로 이루어져 있다. 
당초 <임실현읍총병풍>은 고 손주항씨 댁에서 발견되었다. 손주항씨는 아버지 손태중씨가 묵서한 것을 60여 년 전에 병풍으로 만들었다고 하였다. 병풍의 표지에는 ‘융희 원년(1908) 음력 9월 임실읍총’이라는 문구가 표구되어 있고, 내용적으로는 동치 10년, 1872년 읍총으로 당시 임철수(1870~1872, 재임) 현감으로부터 정준화(1872~1875, 재임) 현감으로 교체되면서 작성한 것이다. 손주항씨의 집은 조선말 사숙으로 마을 청소년들이 학문을 수학하던 곳으로 지금도 서당골로 불린다고 한다. 
보통 ‘읍총(邑摠)’은 조선 시대, 신임 수령을 맞이할 때 수석 아전이 제출했던 작은 책자를 말하는 것으로, 그 지방 관아의 운용, 지방관의 봉록인 쌀과 돈의 수량 등을 기록해 둔 것이다. 읍총은 해당 읍지를 참조하여 대개 건치연혁(建置沿革)․진관(鎭管)․관원(官員)․군명(郡名)․면(面)․창(倉)․호(戶)․군(軍)․결(結)․수(需)․풍속(風俗)․형승(形勝)․읍성(邑城)․산천(山川)․토산(土産)․관방(關防)․누정(樓亭)․역원(驛院)․교량(橋梁)․불우(佛宇)․능침(陵寢)․고적(古蹟)․궁실(宮室)․신사(神祠)․인물(人物)․열녀(烈女)․제영(題詠) 등의 내역을 담기도 하는데, <임실현읍총>은 건치연혁(建置沿革)․지경리수(地境里數)․방리(坊里)․향교(鄕校)․서원(書院)ㆍ사우(祠宇)․각급 관아 소관으로 구분하였고, 각급관아소관에서 임실현의 당시 경제사정을 엿볼 수가 있다.